# Тяру
Тяру (Djaru, Jaroo, Jaru, Tjaru, Wawalri) — пама-ньюнгский язык, на котором говорят в городе Райнджерс-Соак и Холлс-Крик региона Кимберли на западе Австралии. У тяру также есть три диалекта: вавал, нтининь, тяру. Дети также говорят на австралийском креольском, контактном языке на английской основе, и на аборигенском английском языках.